# João Afonso Esteves
João Afonso Esteves (Azambuja, 1340 circa – Bruges, 23 gennaio 1415) è stato uno pseudocardinale portoghese, di obbedienza pisana.

## Biografia
Nacque ad Azambuja intorno al 1340.
L'antipapa Giovanni XXIII lo elevò al rango di cardinale nel concistoro del 6 giugno 1411.
Morì il 23 gennaio 1415 a Bruges.